# マツダアンフィニ
マツダアンフィニ（Mazda ε֮fini）とは、マツダのディーラーの一つである。かつては「アンフィニ店」と呼ばれていた。

## 歴史

### マツダオート店
東洋工業（現・マツダ）は同社初の四輪乗用車となるR360クーペの発売を翌年に控えた1959年、乗用車流通網の新設計画を実行し「マツダオート店」を設立した。これがのちのアンフィニ店の前身となる。
商用車中心のマツダ店とは異なり乗用車中心のラインナップであり、RX-7・コスモ・MPV・エチュードは原則マツダオート店専売となる一方で、タイタン・パークウェイ・プロシードなどは原則マツダ店専売となっていた。

### アンフィニ店時代

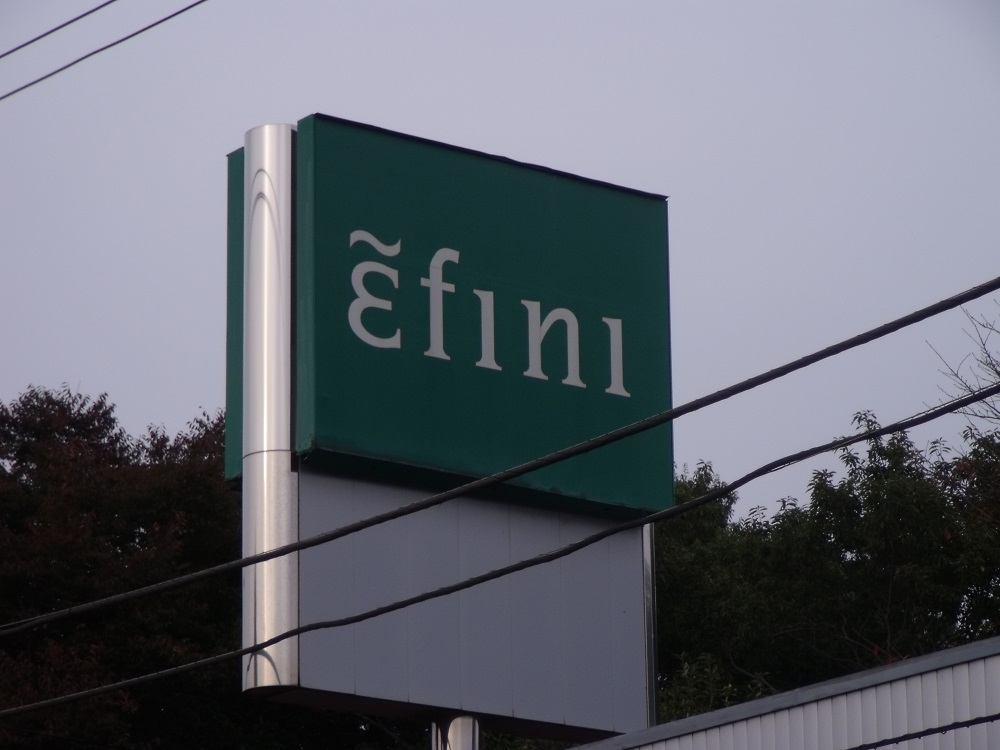
店舗サイン

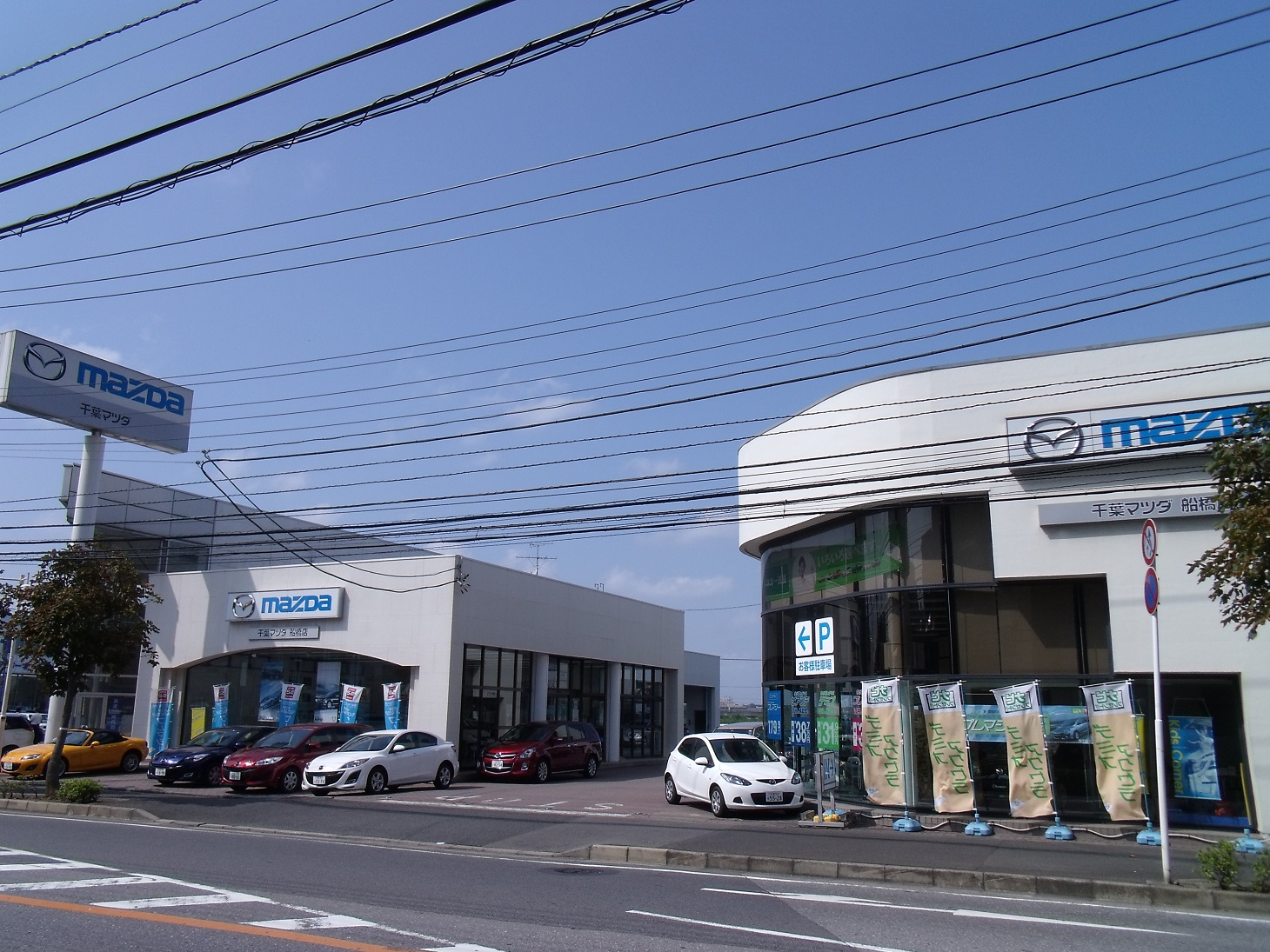
店舗一例（旧アンフィニ千葉船橋店

1989年、マツダはこれまでのマツダ店・マツダオート店・マツダモータース店・オートラマ店（現フォード店）に新たにユーノスとオートザムを加え、5チャンネル体制を完成させた。これによりマツダモータース店は廃止された。
さらに1991年、マツダ5チャンネル化の集大成としてこれまでの「マツダオート店」の名称を「アンフィニ店」に変更した。まず同年2月16日に「マツダオート広島（現：アンフィニ広島）廿日市店」が店舗改築と同時に全国第1号のパイロット店舗「アンフィニ廿日市」としてリニューアルオープン。そして全国の店舗改装を経て同年11月1日にて、全国の「株式会社マツダオート（各地域の名称）」の法人名を「株式会社アンフィニ（各地域の名称）」に変更した。
名前のアンフィニとは、フランス語で「無限」を意味する名詞（英語でinfinity）および「無限の」を意味する形容詞（英語でinfinite）であり、特徴的なロゴは、フランス語での発音記号そのものである。
ディーラーのイメージカラーは緑であり、コンセプトは「すべてのお客様を『ゲスト』と考える、『新お客様発想』」「お客様に無限の喜びを提供する」であった。全国ディーラー網の統括はマツダが直接行っていたが、広告はオートザム・ユーノス同様「マツダ」の名前を完全に伏せて展開した。ただし、車検証の車名欄には「マツダ」と記載された。
なお、「アンフィニ」という名称は、アンフィニ店以前ではサバンナRX-7・カペラC2・ファミリアの高性能上位モデルに使われていた（表記は「∞」）。

### マツダアンフィニ店へ

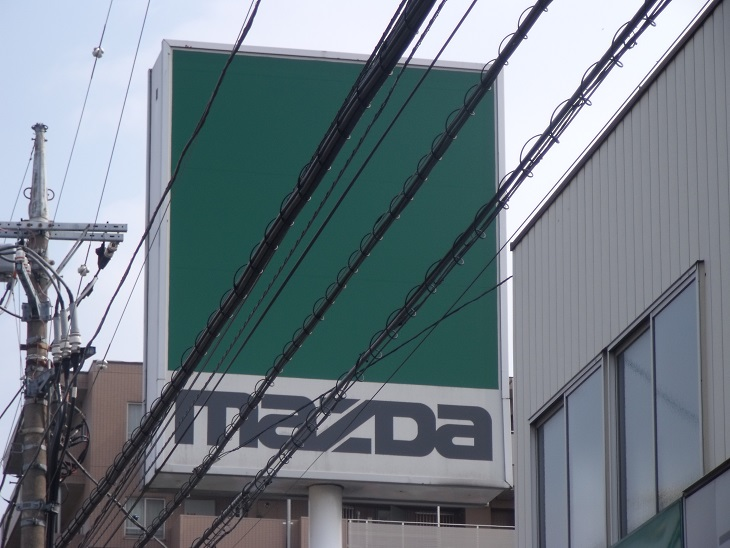
マツダアンフィニ店サイン

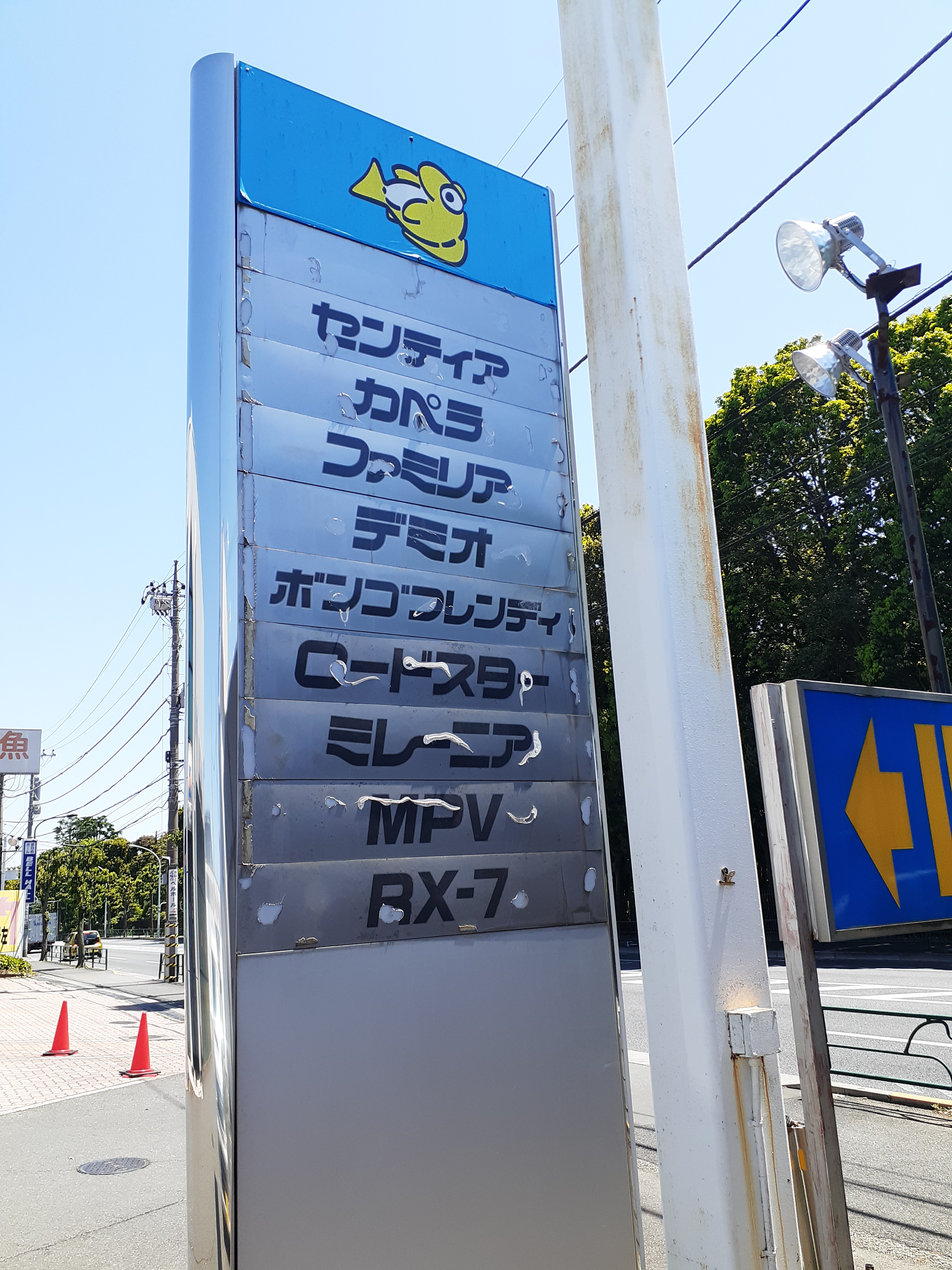
ラインナップサイン（旧マツダアンフィニ西東京久米川店）

その後バブル崩壊と無理な5チャンネル体制の展開によって、マツダは経営危機に陥り、1996年にはユーノス店とアンフィニ店が統合され、新たにマツダアンフィニ店となり、5チャンネル体制は終焉を迎えた。
2000年代半ばに取り扱い車種の併売が進み、マツダ店と完全に同じラインナップとなった（後述）。2021年現在は、近年のディーラー網再編により、アンフィニと名乗る店舗や法人は減りつつある。

## ラインナップ

### 初期
ラインナップはこれまでの「ルーチェ」や「カペラ」といったペットネームを廃止し、専売車種はすべてアルファベットと数字の組み合わせで展開するというシステムを取っていた。各車種のアルファベットである「MS」は、英語で「大いなる思い」という意味の「Megalo Spirits」のことである。
また、同時にマツダブランドで売られていたマツダ・MPVはマイナーチェンジして「アンフィニ・MPV」に、マツダ・サバンナRX-7はRX-7として3代目のFD3S型へフルモデルチェンジして「アンフィニ・RX-7」へ名称変更した。発売当初は「マツダ店」との併売だったマツダ・センティアは、デビュー僅か半年後に「アンフィニ・MS-9」が発売されたことで、マツダ店専売車種になった。
マツダ色を完全に消してブランド専売体制を志向していたが、実際は一部車種がマツダブランド（マツダ店との併売）を含んでいた。

### 店舗統合後
マツダアンフィニ店となってからは、旧ユーノス店のユーノス・ロードスター、ユーノス・プレッソがラインナップに加わったが、この2車のみはマツダブランドに変更されずそのまま販売された。プレッソは販売終了後消滅したが、ロードスターはモデルチェンジ時に「マツダ・ロードスター」に名称変更した。
また、ユーノス店で扱っていたシトロエン車も、当時マツダが正規輸入権を持っていたために旧ユーノス店だった店舗にて販売されていたが1998年、正規輸入権の終了に伴いマツダでのシトロエン車販売を終了した。
売れ行きが悪い地方ではマツダアンフィニ店とマツダ店が統合され、RX-7がマツダ店で売られていたことがあった。
前述のとおりRX-7・ロードスターはマツダアンフィニ店の専売車種であったが、RX-7の後継車のRX-8はマツダ店との併売となり、ロードスターもこの頃(2003年頃)からマツダ店でも取り扱うようになった。また、2004年にはマツダオートザム店の専売であった軽自動車も全系列で取り扱うようになった。その後、マツダ店専売であったタイタンをマツダアンフィニ店で取り扱うようになってからはマツダアンフィニ店とマツダ店は完全に同じラインナップとなり、国内向けの全マツダ車が買えるようになった。

## アンフィニ店時代の販売車種
- アンフィニ・MS-6（1991年-1994年）
- アンフィニ・RX-7（1991年-1997年）
- アンフィニ・MS-8（1992年-1998年）
- アンフィニ・MS-9（1991年-1994年）
- アンフィニ・MPV（1991年-1997年）

※RX-7、MPVはブランド廃止後、マツダブランドで販売。
- ペルソナ（1991年-1992年）
- ボンゴ（1991年-1997年）
- ファミリア（1991年-1997年）
- カペラカーゴ（1991年-1997年）
- ランティス（1993年-1997年）
- センティア（1994年-1997年）
- カペラ（1994年-1997年）
- カペラワゴン（1994年-1997年）
- ボンゴフレンディ（1995年-1997年）

## スポーツ活動
- マツダオート名古屋硬式野球部 - マツダオート名古屋で活動していた社会人野球チーム。
- マツダオート広島サッカー部 - マツダオート広島で活動していたサッカーチーム。
- アンフィニ北海道サッカー - マツダアンフィニ札幌で活動していたサッカーチーム。
- BTOP北海道 - 上記のアンフィニ北海道サッカーが廃部となった後、元監督などが立ち上げたサッカーチーム。
- さいたまブロンコス（旧：マツダアンフィニ東京バスケットボール部） - B3リーグ所属のプロバスケットボールチーム。